# Protapanteles
Protapanteles är ett släkte av steklar som beskrevs av William Harris Ashmead 1900. Protapanteles ingår i familjen bracksteklar.

## Bildgalleri

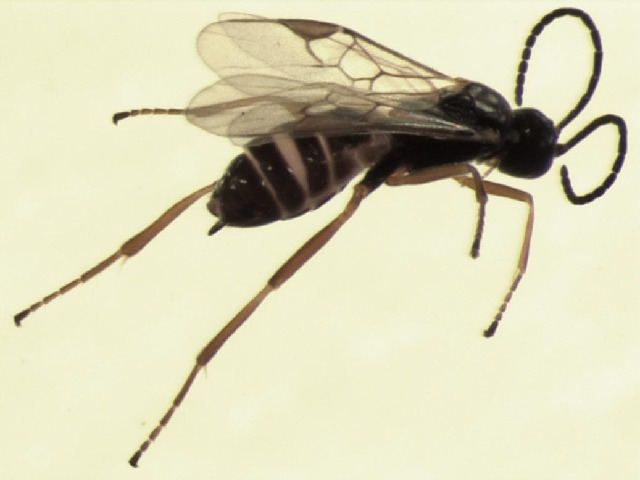

## Dottertaxa tillProtapanteles, i alfabetisk ordning[1][2]
- Protapanteles acasta
- Protapanteles achaeus
- Protapanteles acherontiae
- Protapanteles acraeae
- Protapanteles afiamaluanus
- Protapanteles africanus
- Protapanteles aggeris
- Protapanteles agrotivorus
- Protapanteles albicentrus
- Protapanteles albicoxus
- Protapanteles aletta
- Protapanteles aliphera
- Protapanteles alticola
- Protapanteles anchisiades
- Protapanteles andromica
- Protapanteles ankaratrensis
- Protapanteles antinoe
- Protapanteles areatus
- Protapanteles armeniacus
- Protapanteles artonae
- Protapanteles ashmeadi
- Protapanteles aucklandensis
- Protapanteles belippae
- Protapanteles belliger
- Protapanteles bifissus
- Protapanteles bimus
- Protapanteles bourquini
- Protapanteles breviscuta
- Protapanteles buzurae
- Protapanteles caberatae
- Protapanteles caffreyi
- Protapanteles calceatus
- Protapanteles callidus
- Protapanteles carinatus
- Protapanteles cassianus
- Protapanteles chilensis
- Protapanteles cinctiformis
- Protapanteles circinus
- Protapanteles circumflexus
- Protapanteles circumvectus
- Protapanteles colemani
- Protapanteles compressiventris
- Protapanteles compressus
- Protapanteles concinnus
- Protapanteles corbetti
- Protapanteles creatonoti
- Protapanteles dalosoma
- Protapanteles deliasa
- Protapanteles delitutus
- Protapanteles demeter
- Protapanteles desuetus
- Protapanteles distatus
- Protapanteles ecuadorius
- Protapanteles endemus
- Protapanteles enephes
- Protapanteles epaphus
- Protapanteles eucosmae
- Protapanteles eugeni
- Protapanteles falcatus
- Protapanteles fausta
- Protapanteles femoratus
- Protapanteles flavicoxis
- Protapanteles flavotorquatus
- Protapanteles flavovariatus
- Protapanteles floridanus
- Protapanteles forensis
- Protapanteles formosus
- Protapanteles fraternus
- Protapanteles fullawayi
- Protapanteles fulvipes
- Protapanteles geometrae
- Protapanteles gowdeyi
- Protapanteles gratiosus
- Protapanteles guyanensis
- Protapanteles harrisinae
- Protapanteles helavai
- Protapanteles herbertii
- Protapanteles hiero
- Protapanteles hirtariae
- Protapanteles hydroeciae
- Protapanteles iapetus
- Protapanteles iglesiasi
- Protapanteles immunis
- Protapanteles incertus
- Protapanteles inclusus
- Protapanteles indiensis
- Protapanteles intermedius
- Protapanteles iraklii
- Protapanteles karadagi
- Protapanteles laevidorsum
- Protapanteles lamborni
- Protapanteles lateralis
- Protapanteles laxatus
- Protapanteles leleji
- Protapanteles lepelleyi
- Protapanteles liparidis
- Protapanteles longiantennatus
- Protapanteles longistigma
- Protapanteles longivena
- Protapanteles luciana
- Protapanteles luteipennis
- Protapanteles maculitarsis
- Protapanteles majalis
- Protapanteles malloi
- Protapanteles malshri
- Protapanteles malthacae
- Protapanteles mandanis
- Protapanteles marginatus
- Protapanteles masoni
- Protapanteles megistusocellus
- Protapanteles menander
- Protapanteles menuthias
- Protapanteles militaris
- Protapanteles minor
- Protapanteles minutalis
- Protapanteles mlanje
- Protapanteles mnesampela
- Protapanteles morata
- Protapanteles muesebecki
- Protapanteles mygdonia
- Protapanteles naryciae
- Protapanteles neavei
- Protapanteles neleus
- Protapanteles neoliparidis
- Protapanteles neomexicanus
- Protapanteles neparallelus
- Protapanteles neptisis
- Protapanteles nigerrimus
- Protapanteles nigricornis
- Protapanteles nivalis
- Protapanteles obliquae
- Protapanteles obvius
- Protapanteles octonarius
- Protapanteles operculinae
- Protapanteles osiris
- Protapanteles palabundus
- Protapanteles paleacritae
- Protapanteles pallidocinctus
- Protapanteles pallipes
- Protapanteles papilionae
- Protapanteles papilionis
- Protapanteles parallelus
- Protapanteles penelopeus
- Protapanteles perplexus
- Protapanteles peruensis
- Protapanteles phragmataeciae
- Protapanteles phytometrae
- Protapanteles pinicola
- Protapanteles plancina
- Protapanteles politus
- Protapanteles pompelon
- Protapanteles popovi
- Protapanteles popularis
- Protapanteles porthetriae
- Protapanteles praecipuus
- Protapanteles praesens
- Protapanteles priapus
- Protapanteles pseudacraeae
- Protapanteles pyrenaicus
- Protapanteles pyrogrammae
- Protapanteles querceus
- Protapanteles rageshri
- Protapanteles resplendens
- Protapanteles ripus
- Protapanteles rubens
- Protapanteles rugosus
- Protapanteles sagmaria
- Protapanteles salepus
- Protapanteles sancus
- Protapanteles sarrothripae
- Protapanteles sibiricus
- Protapanteles solanae
- Protapanteles stackelbergi
- Protapanteles stigmaticus
- Protapanteles taylori
- Protapanteles teapae
- Protapanteles tereus
- Protapanteles theivorae
- Protapanteles thompsoni
- Protapanteles triangulator
- Protapanteles triptolemus
- Protapanteles ugandaensis
- Protapanteles urios
- Protapanteles vafer
- Protapanteles vallatae
- Protapanteles websteri
- Protapanteles vitripennis
- Protapanteles xeste
- Protapanteles yenthuyensis
- Protapanteles yunnanensis